# Referendum in Slovenia del 2024
Il 9 giugno 2024 si sono tenuti in Slovenia quattro referendum non vincolanti.

## Il testo
Le domande riguardavano:
- se consentire la coltivazione e la lavorazione della cannabis per scopi medici
- se consentire la coltivazione ed il possesso di cannabis per uso personale
- se adottare una legge che regoli il diritto al suicidio assistito
- se introdurre il voto di preferenza nella elezioni parlamentari